# 콜롬보 대학교
콜롬보 대학교(싱할라어: කොළඹ විශ්වවිද්‍යාලය, 타밀어: கொழும்புப் பல்கலைக்கழகம், 영어: University of Colombo, UoC)는 스리랑카 콜롬보에 위치한 공립 대학교이다. 그것은 스리랑카에서 가장 오래된 현대 고등 교육 기관이다. 수학, 컴퓨터 과학, 법뿐만 아니라 자연 과학, 사회 과학 및 응용 과학 분야를 전문으로 한다. 그것은 남아시아의 상위 10개 대학에 속한다.
콜롬보 대학교는 1921년에 설립되었으며, 런던 대학교 부속 대학인 유니버시티 칼리지 콜롬보로 설립되었다. 1923년부터 학생들에게 학위를 수여했다. 이 대학은 1870년 실론 의과대학이 설립되었을 때 그 기원을 거슬러 올라간다. UoC는 과학, 법률, 경제, 비즈니스, 문학, 정치 분야에서 저명한 동문들을 배출했다.

## 개요
이 대학은 주립 대학교이며, 대부분의 재원은 중앙 정부로부터 대학 보조금 위원회(UGC)를 통해 조달된다. 따라서, 스리랑카의 다른 모든 국립 대학들과 마찬가지로, UGC는 스리랑카 대통령이 임명하는 부총리를 추천하고 행정 직원을 임명한다. 모토는 산스크리트어로 "지혜가 어디에서나 빛난다"는 의미의 "부디 사르바트라 브라자테"이다.
11,000명 이상의 학생 인구를 가진 이 대학은 7개의 학부와 43개의 학부와 8개의 다른 기관으로 구성되어 있다. 대부분의 학부는 학부 및 대학원 학위를 모두 제공하며, 일부는 외부 학생을 위한 과정과 원격 학습 프로그램을 제공한다.

## 관리 및 행정

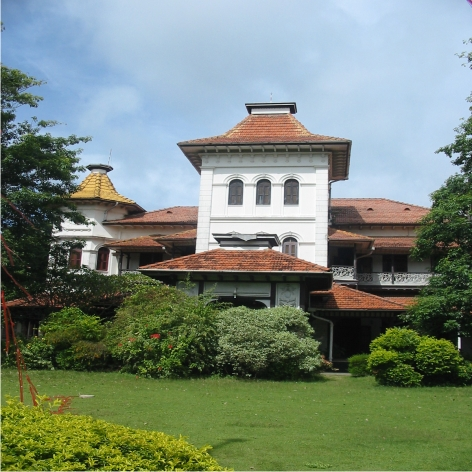
콜롬보 대학교의 행정 본부인 칼리지 하우스

콜롬보 대학교는 주립 대학교이며, 연간 보조금의 상당 부분을 정부에 의존하고 있으며, 이는 대학 보조금 위원회(UGC)가 제공한다. 이 때문에 행정부는 UGC의 영향을 많이 받는다. 학부 교육은 완전히 무료이다. 대학의 통치는 1978년 대학법 제16호 및 1985년 대학법 제7호의 규정에 따른 것이다.
대학의 행정은 행정 기관인 평의회와 학술 상원(학사)의 이중 구조로 구성된 옛 실론 대학의 행정에 기반을 두고 있다.
장교와 교직원에 대한 임명은 대부분 UGC의 권고에 따라 이 기관들에 의해 수행된다.

## 조직
콜롬보 대학교는 7개의 학부를 가지고 있다. 이 학부는 41개의 학부와 작은 캠퍼스를 가지고 있으며, 5개의 학부가 있는 컴퓨터 스쿨을 가지고 있다. 또한 6개의 기관과 5개의 부속 센터가 있다. 처음에는 법학부, 의학부, 교육부, 과학부 등 4개의 학부만 있었다. 그 이후로 세 개의 학부가 추가되었다. 가장 최근에 추가된 것은 2002년에 설립된 콜롬보 컴퓨터 대학이다.
6개의 대학원이 있으며, 그 중 3개는 캠퍼스에 있다. 여기에는 의학 전문 교육을 제공하는 국내 유일의 기관인 의학 대학원 연구소가 포함된다. 콜롬보 천문대와 콜롬보 천문대는 대학 본교 내에 위치해 있다.

## 국제협력
콜롬보 대학교는 전 세계 대학들과 국제적인 연계를 구축했다. 이러한 연결고리는 1921년 콜롬보가 런던 대학교와 밀접한 관계를 맺었을 때 거슬러 올라간다. 현대적 연계는 교육 및 학습 모델, 협업 연구, 교육과정 설계 및 학생 교환의 결과를 가져온 여러 글로벌 파트너십으로 이어졌다.
콜롬보 대학교 국제 단위는 국제 연계를 조정하고 발전시킨다. IUUC는 직원 교류, 원격 학습, 이중 학위 프로그램, 공동 회의, 세미나, 워크샵 및 학술 네트워킹을 지원한다.